# Mari

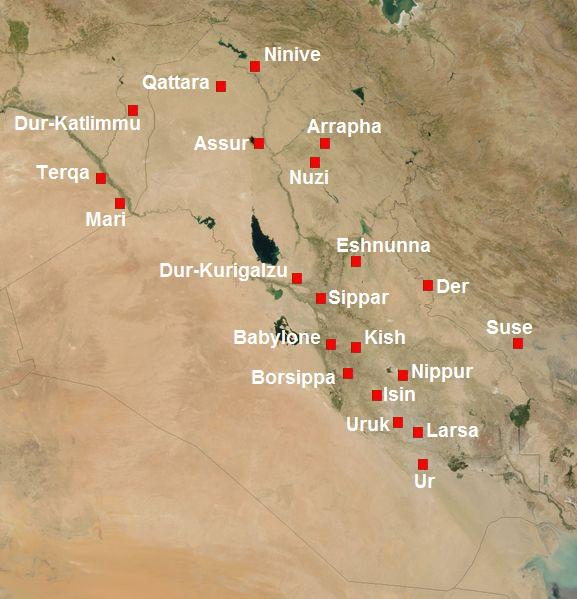
Mapa Mezopotamii w II tysiącleciu p.n.e. z zaznaczonym położeniem miasta Mari

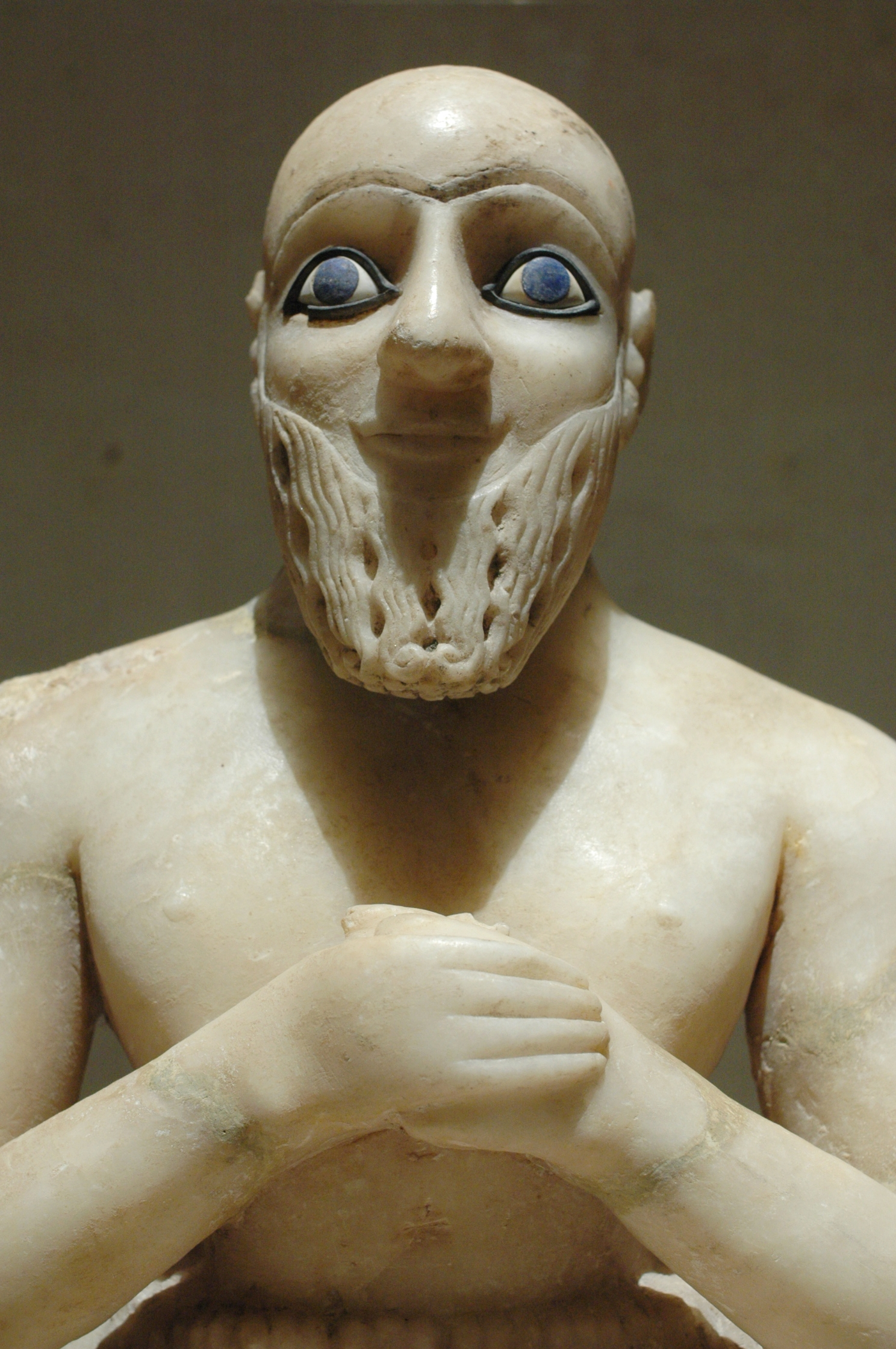
Figurka z gipsu i lapis lazuli znaleziona na terenie świątyni Isztar w Mari (ok. 2400 p.n.e.)

Mari – starożytne miasto w północnej Mezopotamii nad Eufratem. Od III tysiąclecia p.n.e. ważny ośrodek polityczny i handlowy na szlaku północna Mezopotamia – północna Syria. Okresowo pod władzą Sumerów, Akadów, Asyryjczyków. Największego znaczenia nabrało Mari pod rządami Amorytów na przełomie XIX/XVIII w. p.n.e. Zdobyte około 1757 r. p.n.e. przez Hammurabiego, stopniowo popadało w ruinę. Obecnie stanowisko archeologiczne Tall Hariri w Syrii.

## Początki
Początki Mari, jak również jego dzieje w III tysiącleciu p.n.e. są bardzo słabo znane. Istnieją wprawdzie wzmianki o tym mieście zarówno z czasów sumeryjskich oraz na tabliczkach z Ebli, która prowadziła ożywioną wymianę handlową z Mari, jednakże zbyt nieliczne, by móc zrekonstruować spójne dzieje Mari. Ze wspomnianych tabliczek z Ebli wiemy, że stosunki między obu ośrodkami (Ebla – Mari) układały się różnie, ale miasta te były ze sobą dość mocno powiązane – zarówno łączącymi je partnerskimi stosunkami, jak i wojnami.
W dobie panowania w Mezopotamii imperium akadyjskiego, Mari wchodziło w jego skład, przy czym nie ma pewności, czy zostało ono zagarnięte przez Sargona z Akadu, czy też przez jednego z jego następców. Po upadku rządów Akadyjczyków (pocz. XXII wieku p.n.e.) Mari zarządzane było przez około trzy stulecia przez namiestników-królów wywodzących się z czasów akadyjskich, zwanych šakkanakku. W czasach supremacji sumeryjskiej, III dynastii z Ur, władcy Mari płacili im trybut.

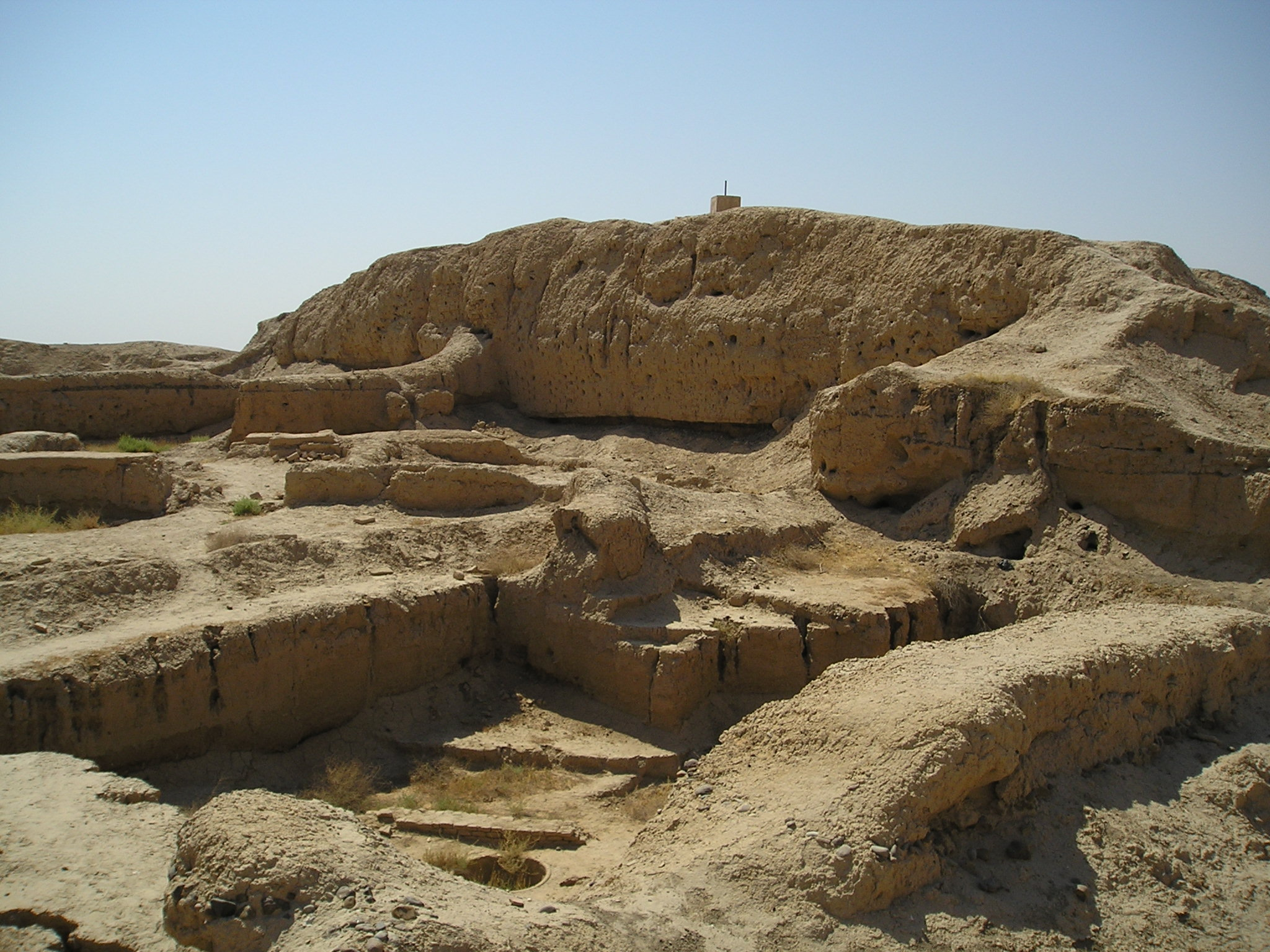
Ruiny zigguratu w pobliżu pałacu królewskiego w Mari

## Amoryci: wielkość i upadek Mari
Na przełomie III i II tysiąclecia p.n.e. do Mezopotamii zaczęli napływać Amoryci, którzy stopniowo zdobyli supremację na całym jej obszarze. Nie ominęli oni Mari. Wraz z wkroczeniem Amorytów do Mezopotamii dla Mari rozpoczął się okres jego największego rozwoju w swojej historii. Pierwszym znacznym amoryckim władcą Mari był niejaki Jahdun-Lim, który zajął miasto ok. 1815 r. p.n.e. Władca ten doprowadził Mari do znacznej potęgi politycznej w regionie i był w stanie organizować wyprawy zbrojne aż do wybrzeży Morza Śródziemnego. Według niektórych tekstów Jahdun-Lim zwyciężył także Szamszi-Adada I innego władcę amoryckiego, kładącego w tym czasie podwaliny pod wielkość przyszłego imperium asyryjskiego.
Jahdun-Lim nie zaniedbywał spraw wewnętrznych stołecznego miasta: zaczął je intensywnie upiększać i rozbudowywać (wybudował m.in. świątynię dla boga Szamasza); w kwestii kultury, za jego czasów, doszło do zastąpienia miejscowego dialektu bardziej uniwersalnym dialektem babilońskim, który od tej pory był używany przez skrybów w Mari. Niespodziewana śmierć Jahdun-Lima (ok. 1798 p.n.e.) przerwała pasmo sukcesów Mari. Jego następca, Sumu-Jamam, panował krótko (ok. dwóch lat) i nieudolnie. Po jego śmierci Mari zostało zdobyte przez Szamszi-Adada I w 1796 roku p.n.e., który po pewnych perturbacjach i przejściowej utracie Mari, mianował na namiestnika w tym mieście młodszego syna – Jasmah-Adada (ok. 1790 p.n.e.), który jednakże nie należał do zbyt wybitnych władców. Wraz ze śmiercią Szamszi-Adada I (ok. 1780 p.n.e.) Mari wymknęło się spod kontroli Asyrii, a władzę w nim objął krewny Jahdun-Lima (najprawdopodobniej bratanek) – Zimri-Lim, który podawał się za jego syna.

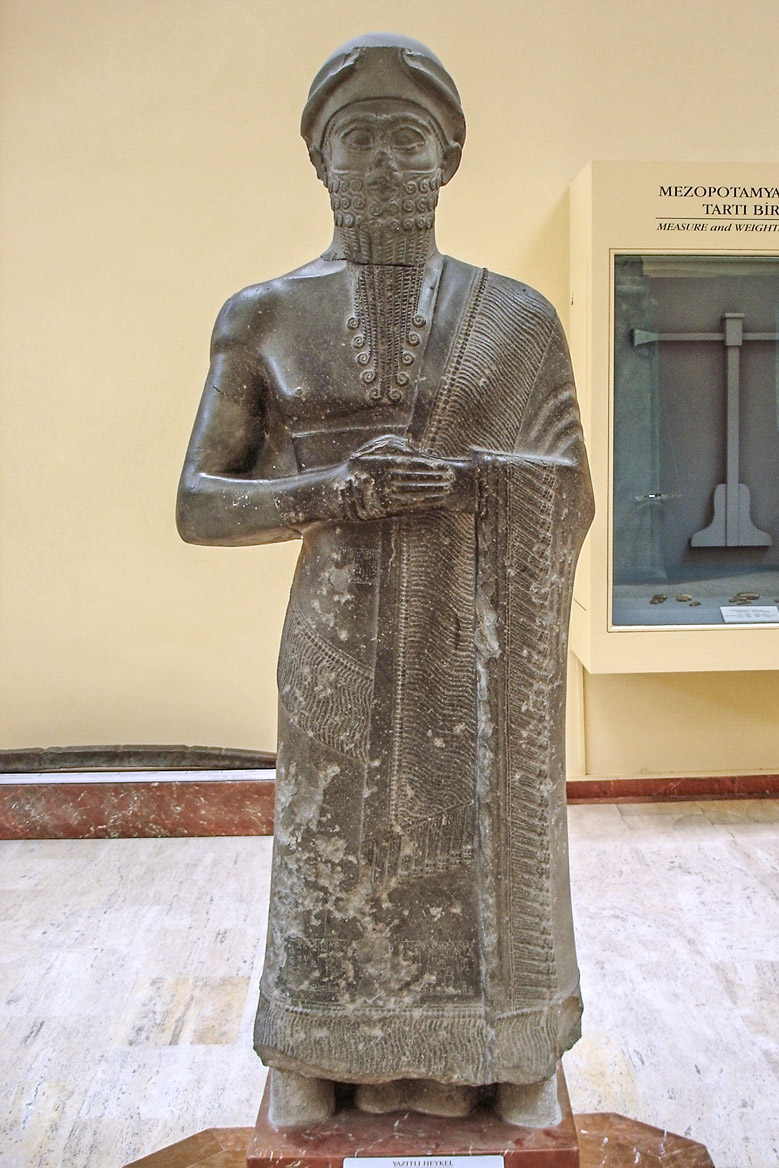
Posąg Puzur-Isztara, gubernatora Mari za czasów panowania III dynastii z Ur (ok. 2100–2000 p.n.e.) – zbiory Muzeum Archeologicznego w Stambule.

Okres rządów amoryckiego władcy Zimri-Lima – ok. 1775–1761 p.n.e. – to czasy największego rozkwitu Mari. Zasięg terytorialny tego miasta-państwa, obejmował tereny na południu od granic ówczesnego (dość silnego wtedy) Babilonu, aż do rejonów Karkemisz na północy. Asyria nie odgrywała wtedy znaczącej roli jako mocarstwo. Państwo Mari dysponowało dość silną armią, jak na tamte czasy, korzystającą m.in. z konnych rydwanów, a także z dość rozwiniętych machin oblężniczych. Swój rozkwit Mari zawdzięczało m.in. zyskom z kontroli szlaku handlowego od Morza Śródziemnego aż do Zatoki Perskiej.
Samo miasto przedstawiało się imponująco, a szczególnie pałac królewski o znacznej powierzchni (ok. 200×120 m) posiadający kilkaset pomieszczeń, wzniesiony przede wszystkim z suszonej cegły i gliny. Cały kompleks miejsko-pałacowy odsłonięto w latach trzydziestych XX w. przez ekipę francuskich archeologów pod kierownictwem André Parrota. Pałac swoją architekturą nawiązywał do okresu starosumeryjskiego i akadyjskiego. Do jego wnętrza prowadziła monumentalna brama, a w zasadzie zespół bramny złożony z dwóch połączonych dziedzińców. W centrum pałacu znajdował się dziedziniec o wymiarach 50×33 m, a także szereg mniejszych placów. W samym pałacu, obok pomieszczeń oficjalnych (sale tronowe, kaplice), było mnóstwo pomieszczeń mieszkalnych, co dzieliło budowlę jak gdyby na dwie części. Zlokalizowano także archiwum państwowe, w którym znaleziono bogatą korespondencję dyplomatyczną z przełomu XIX i XVIII w. p.n.e. – ok. 25 tys. glinianych tabliczek zapisanych pismem klinowym, zawierających również treści o charakterze prawnym i gospodarczym. Jeżeli chodzi o wystrój pałacu, to do naszych czasów nie dochowały się żadne ślady poza figuralno-ornamentalnym malarstwem na ścianach.
Pomimo sojuszu, łączącego Mari z Babilonem, Hammurabi łamiąc traktat, zajął i zburzył Mari ok. 1757 r. p.n.e., które nigdy nie powróciło do dawnej świetności. Dzięki temu dolne kondygnacje zabudowy zostały naturalnie zabezpieczone przed zniszczeniem.